# Program użytkowy (architektura)
Program użytkowy – koncepcja projektowania i opisywania rozplanowania pomieszczeń w budowli lub też poszczególnych budowli nieruchomości.
Przykładowo programem użytkowym budynku może być jego podział na strefy (zespoły) intymne, wiekowe, dzienne, wspólne, gospodarcze, itd., z właściwym dla funkcji takich zespołów zaprojektowaniem (zaprogramowaniem) liczby, wielkości, wzajemnego powiązania i umieszczenia pomieszczeń (izb).
Pojęcie to jest używane również jako zapewne atrakcyjny dla stosujących go synonim językowy opisu inwentaryzacyjnego obiektu budowlanego.